# Nowica (Ukraina)
Nowica (ukr. Новиця) – wieś w rejonie kałuskim obwodu iwanofrankiwskiego, założona w 1367.
W II Rzeczypospolitej miejscowość była siedzibą gminy wiejskiej Nowica w powiecie kałuskim województwa stanisławowskiego. 
Wieś liczy 3733 mieszkańców.

## Linki zewnętrzne

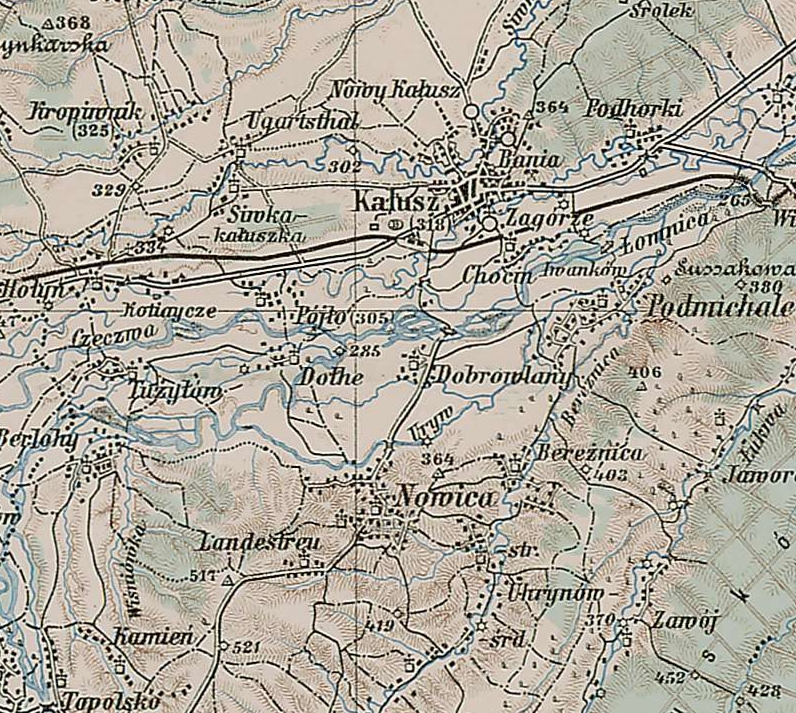
Wieś na mapie z 1889 r.